# David R. Smith (General)

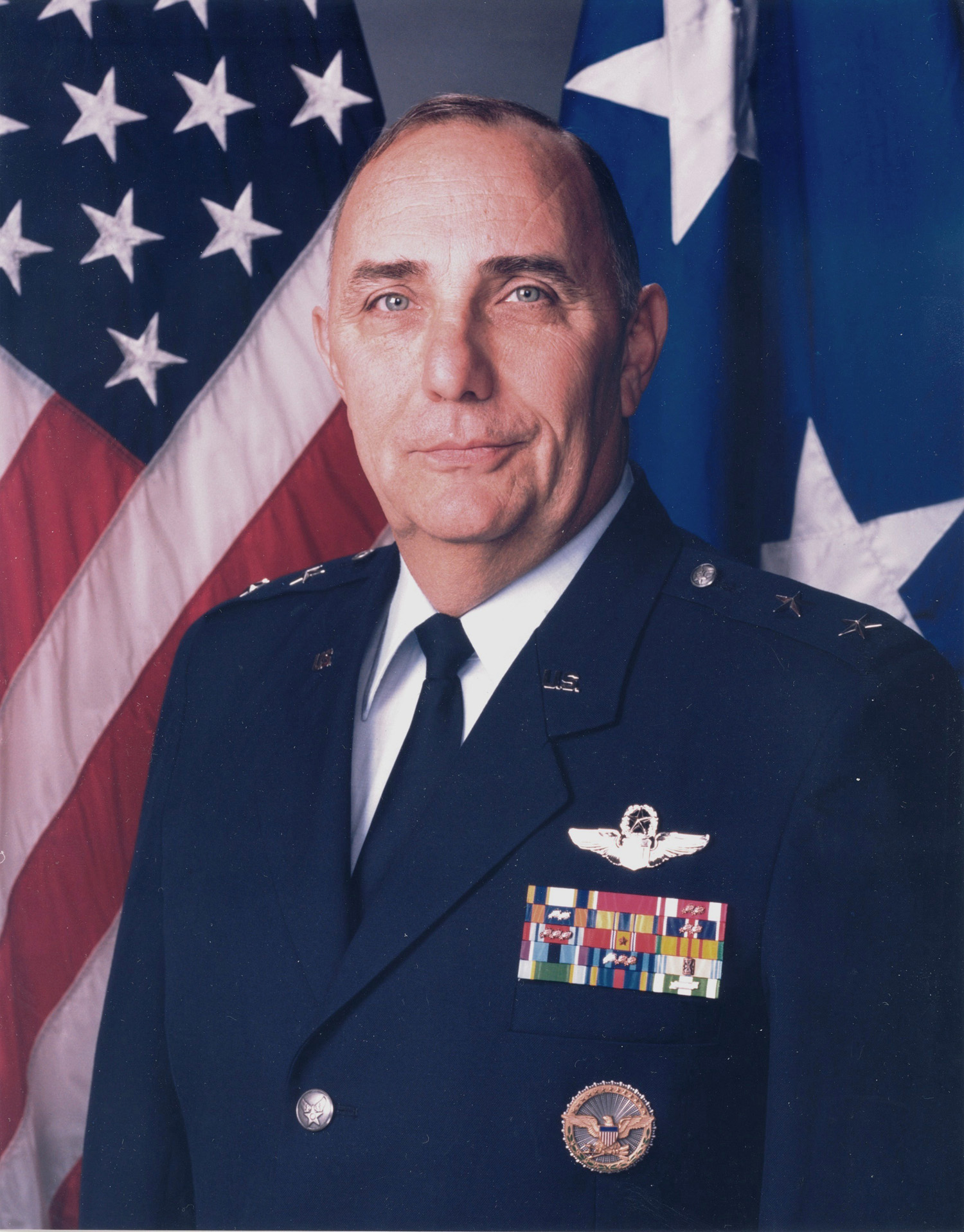
David R. Smith

David R. Smith  (* 3. Januar 1942 in Rochester, Monroe County, New York) ist ein pensionierter Generalmajor der United States Air Force. Er war unter anderem Kommandeur der 10. Luftflotte. Im Sommer 1998 war er zudem kommissarischer Kommandeur des Air Force Reserve Commands.
Über das ROTC-Programm gelangte er im Jahr 1965 in das Offizierskorps der United States Air Force. Dort durchlief er anschließend alle Offiziersränge vom Leutnant bis zum Zwei-Sterne-General.
Im Lauf seiner militärischen Karriere absolvierte er verschiedene Kurse und Schulungen. Dazu gehörten unter anderem eine Ausbildung zum Kampfpiloten und weitere Fortbildungskurse als Pilot neuer Flugzeugtypen. In seinen frühen Jahren als Offizier der Luftwaffe war er an verschiedenen Stützpunkten stationiert. Dabei war er als Pilot, Flugausbilder oder Stabsoffizier bei unterschiedlichen Einheiten tätig. Zwischen Juni 1966 und Januar 1967 war er auf der Udorn Royal Thai Air Force Base in Thailand stationiert. Dort gehörte er der 11. Aufklärungsschwadron (11th Tactical Reconnaissance Squadron) an, mit der er im Vietnamkrieg eingesetzt war. Dabei flog er etwa 100 Kampfeinsätze über Nordvietnam.
Nach dem Ende seiner Zeit in Südostasien wurde Smith nach England versetzt. Auf der dortigen Royal Air Force Base Alconbury gehörte er bis zum September 1968 der 32. Aufklärungsschwadron (32nd Tactical Reconnaissance Squadron) an. Danach war er bis zum März 1971 auf der Craig Air Force Base in Alabama Ausbildungspilot bei der 3617. Ausbildungsschwadron (3617th Flying Training Squadron). Anschließend schied er aus dem aktiven Militärdienst der Luftwaffe aus, wurde aber Mitglied in deren Reserve.
Im Juni 1973 wurde er in den technischen Dienst der Air Force (Air Reserve Technician) aufgenommen. Auf der Barksdale Air Force Base in Louisiana diente er zwischen 1973 und 1982 in unterschiedlichen Funktionen bei der 917th Tactical Fighter Group. Im Juli 1982 wurde er auf die Grissom Air Force Base in Indiana versetzt. Dort übernahm er die Leitung der Stabsabteilung für Operationen beim 434. Kampfgeschwader (434th Tactical Fighter Wing). Im August 1983 kehrte er zur Barksdale AFB zurück wo er das Kommando über die 917th Tactical Fighter Group übernahm.
Seine nächste Mission führte ihn im August 1986 auf die Gobins Air Force Base in Georgia. Dort leitete er die Stabsabteilung für Planungen im Hauptquartier der Reserve der Air Force, einer Vorgängerorganisation des späteren Air Force Reserve Commands. Im Juli 1987 erhielt er auf der Homestead Air Force Base in Florida das Kommando über das 482. Kampfgeschwader (482nd Tactical Fighter Wing) das er bis zum Dezember 1990 innehatte.
Am 1. Dezember 1990 übernahm David Smith auf der Bergstrom Air Force Base in Texas als Nachfolger von Robert A. McIntosh das Kommando über die 10. Luftflotte. Dieses Amt bekleidete er bis zum Februar 1998, als er von John A. Bradley abgelöst wurde. Danach leitete er im Hauptquartier der Air Force die für Angelegenheiten der Reserve zuständige Abteilung. Zwischen dem 9. Juni und dem 25. September 1998 war er zudem kommissarischer Kommandeur des Air Force Reserve Commands. Anfang Januar 2002 beendete er seine militärischen Aktivitäten.
Als Militärpilot absolvierte er über 5000 Flugstunden auf verschiedenen Flugzeugtypen.

## Orden und Auszeichnungen
David Smith erhielt im Lauf seiner militärischen Laufbahn unter anderem folgende Auszeichnungen:
- Legion of Merit
- Air Medal
- Air Force Commendation Medal
- Meritorious Service Medal